# Daniel Thøgersen
Daniel Lønborg Thøgersen (født 8. januar 2000) er en dansk fodboldspiller, der spiller for Esbjerg fB.

## Klubkarriere
Daniel Thøgersen startede med at spille fodbold som 7-årig i Brabrand IF, hvor hans far Michael Thøgersen var træner. Han skiftede som U/12-spiller til AGF, hvor han gennemgik en positiv udvikling, som blev belønnet med en ungdomskontrakt i 2015.
I sommeren 2017 blev Thøgersen sammen med Sebastian Hausner rykket op på AGF’s førsteholdstrup.
Han blev den 2. september 2019 på sommertransfervinduets sidste dag udlejet til Næstved Boldklub, der på kontraktindgåelsestidspunktet spillede i 1. division. Han skrev under på en aftale gældende for den resterende del af 2019.
I foråret 2020 var Thøgersen udlejet til Kolding IF, og ved lejemålets afslutning skiftede han til klubben på permanent basis.

## Landsholdskarriere
Thøgersen har været inde omkring de danske landshold fra U/16- til U/19-landsholdet. 